# Stefan Vanistendael
Stefan Vanistendael (Utrecht, 4 maggio 1951) è un sociologo e demografo belga.
Membro rinomato del Bureau International Catholique de l'Enfance (BICE), ha ricoperto il ruolo di responsabile del settore di ricerca e sviluppo, fino al suo pensionamento nel 2016. Riconosciuto in tutto il mondo per il suo lavoro sulle tematiche della resilienza nell'infanzia; in particolare ha sviluppato diversi studi sulla relazione tra resilienza e diritti dei bambini,  spiritualità e senso dell’umorismo. Il prodotto dei suoi studi è stato divulgato attraverso seminari e corsi di formazioni in oltre 20 Paesi in 4 continenti (Europa, Africa, America e Asia).
Il suo modello della Casita, nasce dalla riflessione delle diverse esperienze raccolte dagli operatori sociali e volontari che lavorano in diversi contesti come: la scuole, la strada, i centri di assistenza medica, le comunità e il carcere, ecc.

## Resilienza
La resilienza è la capacità di un individuo o di un gruppo di superare gravi difficoltà e a crescere nella vita. Può trattarsi di un trauma, della povertà, di una grave malattia, di un lutto o di altri problemi. Il diario di Anna Frank o la vita di Nelson Mandela sono famosi esempi di resilienza.
Tuttavia, la resilienza rimane un tema difficile da studiare. Non si riesce sempre a vederla, ma si possono osservarne gli effetti: la vita è capace di sorprendere.

## La Casita
La Casita è uno strumento prezioso che, raffigurando una casa, mette in scena e ordina i diversi fattori della resilienza. Permette ad esempio di comprendere che senza le fondamenta, che rappresentano il soddisfacimento dei bisogni di base, è difficile costruire i piani della casa, cioè sviluppare fattori di resilienza. Questi sono anche simboleggiati delle stanze, che possono essere più o meno elaborate a seconda del contesto. Le camere della Casit' danno all'operatore indicazioni di possibili aree di intervento per favorire la resilienza nel beneficiario.
L’attività si sviluppa in due fasi. In una prima fase viene chiesto di disegnare le camere della Casita, per identificare alcune aree di potenziale intervento a sostegno della resilienza.
In un secondo momento si analizzano singolarmente le varie stanze, se necessario in maniera individuale, in modo da poter concretizzare i diversi fattori di resilienza emersi. Metaforicamente è cioè necessario mettere i mobili in ogni stanza. In questa seconda fase si fa il collegamento tra le camere della Casita e le situazioni concrete individuali.

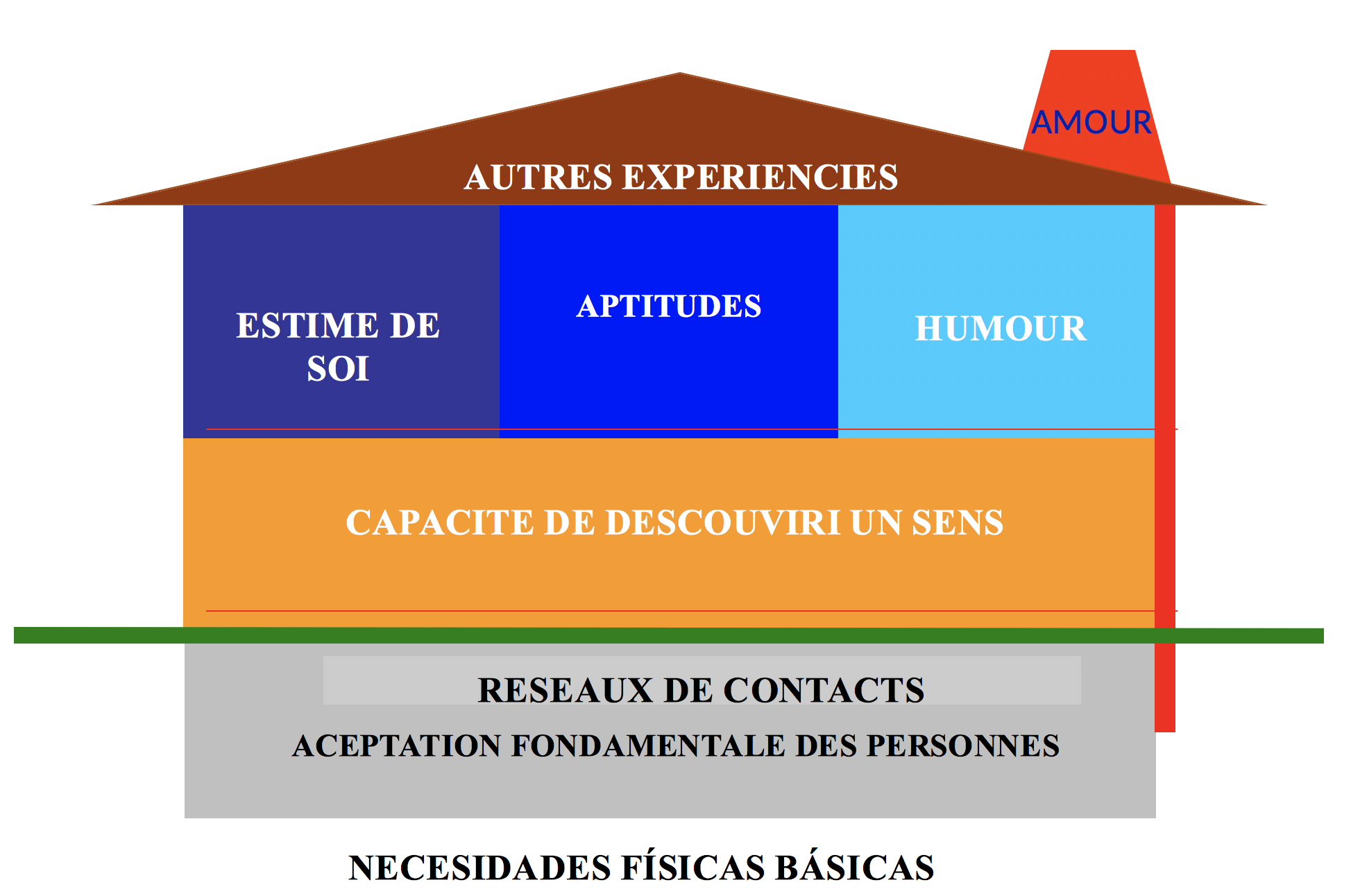
Modello della Casita

Il modello della Casita come strumento olistico:
Il modello permette di prendere in considerazione diverse aree della vita in un ordine che può essere adeguato alle esigenze della persona e del contesto. Nel modello della Casita il terreno rappresenta i bisogni di base, cioè quelli fisici. Le fondamenta rappresentano invece i bisogni psichici come accettazione di sé e le relazioni sociali. Il piano terra simboleggia la capacità di attribuire un senso al vissuto; il primo piano riporta elementi della personalità e della socialità più complessi come l’autostima, l’umorismo e le competenze sociali. L’ultimo elemento della Casita è il tetto, che rappresenta altri elementi che contribuiscono alla resilienza come l’apertura verso il futuro, i sogni e le aspettative. L'immagine della casa crea in molte persone una connessione emotiva, al di là della pura comprensione intellettuale, perché la Casita è un modello aperto alla vita. 
Per concludere il modello della Casita  è uno strumento utile, flessibile e non invasivo, che può essere impiegato dagli operatori sociali in diversi contesti ,senza la necessità di una formazione specialistica in psicoterapia.

## Pubblicazioni
- (FR)  Prévenir le traume d’une agression sexuelle: un éclairage á partir de la resilience (Prevenzione del trauma dopo l'abuso sessuale), Fundación para la Infancia, Éres, 1999.
- (FR)  Stefan Vanistendael, J. Lecomte, Le boheur est toujours possibile (La felicità è possibile), Paris, Bayard Editions, 2000.
- (ES)  Stefan Vanistendael, J. Lecomte, La felicidad es posible (La felicità è possibile), Barcelona, Ed Gedisa, 2002.
- (ES)  M. Manciaux, Stefan Vanistendael, J. Lecomte, Boris Cyrulnik, La resiliencia: resistir y rehacerse (La resilienza: resistere e rinascere), Barcelona, Ed Gedisa, 2003.
- (ES)  Stefan Vanistendael, J. Lecomte, Resiliencia y sentido de vida (Resilienza e il senso della vita), Buenos Aires,  Paidós, Buenos Aires, 2004.
- (ES)  Boris Cyrulnik, S. Tomkiewicz, T. Guenard,  Stefan Vanistendael, M. Manciaux, El realismo de la esperanza, Testimonios de experiencias profesionales en torno a la resiliencia (Il realismo della speranza), Barcelona, Ed Gedisa,  2004.
- (ES)  La resiliencia desde una inspiración hacia cambios prácticos (Resilienza dall'ispirazione alla pratica) in II Congreso internacional sobre trastornos del comportamiento en niños y adolescentes, pp. 2 – 25. Madrid, Mapfre,  2004
- (FR)  La resilience: á la recherche d’une espérance réaliste (Resilienza: alla ricerca di un'aspettativa realistica), Ed. Hokhma 2012
- (ES)  Stefan Vanistendael, P. Gaberan, B. Humbeeck, J. Lecomte, P. Manil, M. Rouyer, Resiliencia y Humor (Resilienza e umorismo), Barcelona, Ed. Gedisa, 2013.

### Nelle pubblicazioni BICE[3]
- (ES)  Los niños de la calle ¿problemas o personas?, BICE, Uruguay, 1994
- (FR)  Les enfants de la rue: problèmes ou personnes?, BICE, Ginebra, 1995.
- (ES)  Cómo crecer superando los percances. Resiliencia: capitalizando las fuerzas del individuo, BICE,  Ginebra, 1996.
- (FR)  Clés pour devenir : cinq approches pour s’engager avec les enfants, BICE, Ginebra, 2001.
- (ES)  Resiliencia y espiritualidad. El realismo de la fe, Cuadernos BICE, Ginebra, 2003.
- (FR)  Droits de l’enfant et résilience. Deux approches fécondes qui s’enrichissent mutuellement. BICE, Bruxelles, 2009.
- (ES)  Derechos del Niño y Resiliencia: dos enfoques fecundos que se enriquecen mutuamente.BICE, Bruselas, 2010.
- (FR)  Résilience et spiritualité: le réalisme de la foi, Paris, 2012 (2e ed.).
- (ES)  La resiliencia o el realismo de la esperanza, BICE, 3ed. Paris, 2016.